# Nicolas Baudin
Nicolas-Thomas Baudin (1754 – 1803) va ser un cartògraf, explorador i naturalista francès.

## Biografia
Baudin nasqué a Saint-Martin-de-Ré a l'Illa de Ré. Als 15 anys s'embarcà en un vaixell mercant i als 20 anys s'uní a la Companyia francesa de l'Índia Oriental i després viatjà al Carib durant la guerra de la independència dels Estats Units.
L'any 1785 Baudin era capità del vaixell Caroline portant colons d'Acàdia des de Nantes a Nova Orleans. Des de Nova Orleans va portar mercaderies a l'Illa Maurici en el camí, a Haití i a Àfrica del Sud va contactar amb els botànics Franz Josef Maerter i Franz Boos.

### Expedicions d'Àustria
Baudin l'any 1788 embarcà cap a Guangzhou des de Trieste en el vaixell Jardiniere. En el camí arribà ales Illes Marianes a finals de 1789. El vaixell de Baudin naufragà prop de Port Louis el 15 de desembre de 1789. Baudin embarcà de nou des de les Filipines, en el vaixell espanyol Placeres i arribà a Cadis l'agost de 1790. Durant el iate recollí espècimens de plantes sud-africanes escollides per Georg Scholl, ajudant de Franz Boos. El 1792 el vaixell Jardiniere partí de Màlaga. Des del Cap de la Bona Esperança arribaren a Austràlia però les tempestes evitaren que hi poguessin fer cap feina. El juny de 1794 es va enfonsar aquest vaixell però Baudin va sobreviure i va anar després cap als Estats Units i després cap França.

### ExpedicióBelle Angélique
A Paris, Baudin visità Antoine de Jussieu al Museum National d'Histoire Naturelle el març de 1796 per suggerir un viatge botànic al Carib per recollir els espècimens que havia deixat a l'illa Trinidad. Elvaixell de l'expedició es deia Belle Angélique, amb quatre botànics, René Maugé, André Pierre Ledru, Anselme Riedlé i Stanislas Levillain. El Belle Angélique salpà de Le Havre el 30 de setembre de 1796 cap a les Illes Canàries i van arribar a Trinidad l'abril de 1797. Aquesta illa tot just havia estat recuperada per Espanya dels britànics i no li van permetre recuperar els seus espècimens però Baudin va recollir plantes i animals dels Estats Units i de Puerto Rico. L'expedició tornà a França el 1798 amb una gran col·lecció d'espècimens biològics aprofitats per Napoleó Bonaparte en la seva celebració triomfal de les seves victòries a Itàlia.

### Expedició de New Holland
L'octubre de 1800 Baudin va ser elegit per a fer la que es va anomenar Expedició de Baudin per cartografiar el mapa de la costa d'Austràlia (en aquells moment anomenada New Holland). Va disposar de dos vaixells (Géographe i Naturaliste) capitanejats per Hamelin, i van ser acompanyats per nou zoòlegs i botànics, incloent a Jean Baptiste Leschenault de la Tour. Arribaren a Austràlia l maig de 1801 essent els primers a explorar-ne i cartografiar la costa oest i part de la costa sud del continent. Van descobrir-hi 2.500 espècies noves. Després anaren a Tasmània i Timor. Baudin morí a l'illa de Maurici per la tuberculosi.
Una granota mexicana i dos llangardaixos d'Australàsia commemoren Baudin en el seu nom: 
- Smilisca baudini (Duméril & Bibron, 1841) – (Hylidae)
- Emoia baudini (Duméril & Bibron, 1839) – (Scincidae)
- Pseudemoia baudini (Duméril, Smith & Johnstone, 1981) – (Scincidae)